# Sarcodon underwoodii
Sarcodon underwoodii är en svampart som beskrevs av Banker 1906. Sarcodon underwoodii ingår i släktet Sarcodon och familjen Bankeraceae.   Inga underarter finns listade i Catalogue of Life.